# 黑体塘鳢
黑体塘鳢（学名：[Eleotris melanosoma] 错误：{{Lang}}：文本有斜体标记（帮助）），又名黑塘鱧，为塘鳢科塘鳢属的一种鱼类。分布于台湾岛以及广东珠江水系、海南等，属于暖水性鱼类。其一般生活于淡水河川中以及有时也进入河口。该物种的模式产地在Wahai、Ceram。